# スケバン刑事 コードネーム=麻宮サキ
『スケバン刑事 コードネーム=麻宮サキ』（スケバンでか コードネーム あさみやサキ）は、和田慎二の漫画『スケバン刑事』を原作とした劇場映画である。2006年9月30日、東映系にて公開された。主演は松浦亜弥。

## 概要
『スケバン刑事』シリーズとしては、3回目の映画化作品である。前2作がテレビシリーズの後日談、スペシャル編という内容だったのに対し本作品は完全に独立したストーリーとなっている。東映の「不良（ワル）」モノの系譜に連なる色を持ちつつ、テレビシリーズ（主にシリーズ1作目）へのオマージュ的かつ後日談的ニュアンスを含んだ内容となっている。
テレビシリーズ第3作の劇場版『風間三姉妹の逆襲』でシリーズが終了したあとも再映像化のオファーは根強くあったが、原作者の和田慎二は3作目が気に入らず、その後の映像化はすべて断ってきた。しかし主役が「あやや」ならということで映画化を快諾、4代目麻宮サキとして松浦亜弥主演、深作健太監督で18年ぶりに映画化された。
深作は監督デビューとなった2003年の『バトル・ロワイアルII 鎮魂歌』公開初日に、岡田茂東映相談役から「全力投球したらあかんぞ、肩壊すからな」、「お前、女のこともうちょい勉強せえ。これはお前の親父にもいつも言ってたんだ」といわれた。深作は「そうか、そういえば先代はヒロインアクションを1本もやってなかったな。次はヒロインアクションをやってみたい」と思い立ち、『同じ月を見ている』が先になったが、本作品のオファーを受けた。
深作は今回の4代目（期間限定）麻宮サキは、仲間がいる2代目3代目より、孤独な匂いのする初代イメージでいきたいと考え、そのオマージュとしてテレビシリーズで初代麻宮サキを演じた斉藤由貴に出演してもらった。斉藤も「当時のファンが喜んでくれるのなら」と出演を決めたという。その役柄については劇中、明言されてはいないものの、テレビシリーズで生死不明だったサキのその後のストーリーを暗示するものとなっている。また三部作当時とは役職名や性格設定が異なるが、暗闇機関のトップとして長門裕之も出演している。竹内力は「吉良刑事役は竹内力さんしかいない」という深作監督の熱烈オファーによるものだが、竹内は他の仕事が忙しく出演は難しいと伝えたが、「スケジュールが空くまで待ちます」と口説かれオファーに応えた。
脚本・丸山昇一も深作の希望で、『いつかギラギラする日』のとき、深作欣二は丸山に全然違う話を5稿も6稿も書かせていて、傍から見ても深作健太は「酷いことする監督だなあ」と思っていたら、健太は丸山に10稿も書かせて丸山から「親子二代に渡って殺されそうになった」と話した。
松浦亜弥が最後のアクションシーンで着るバトルスーツは、「女囚さそりシリーズ」の梶芽衣子の黒コートからの発想。斉藤の時はヨーヨーの特訓をやってもNG連発で上手くなれず大変だったため、斉藤が松浦に「ヨーヨー上手いね」と言ったら、投げるシーンは全てCGで、松浦は投げるポーズと受けるポーズをやっただけと聞き、「えっ?ずるくない?」と思ったという。
この作品は東映が2006年秋から始めた新配給形態「TOEI α」（2006年5月9日発表）の第1弾作品として位置づけられており、東映のメイン館で上映する従来の配給形態ではなく、50 - 100館で郊外のワーナー・マイカル・シネマズやT・ジョイを中心に配給された。興行収入は2億円でコケたとされる。
特典付き前売り券は「イベント応募券＆生写真」「リバーシブルポスター（裏面は英語表記）」「プレミアムDVD（メイキング）」の3種類が発売された。

## キャスト
- 麻宮サキ / K - 松浦亜弥
- 秋山レイカ - 石川梨華（美勇伝）
- 吉良和俊 - 竹内力
- 神田琴美 - 三好絵梨香（美勇伝）
- 今野多英 - 岡田唯（美勇伝）
- 騎村時郎 - 窪塚俊介
- 暗闇警視 - 長門裕之
- 学生刑事 - 大谷雅恵(メロン記念日)
- 校長 - 山西道広
- 教師 - 木下ほうか
- 時郎の仲間 - 仁科貴
- 時郎の仲間 - 伊藤洋三郎
- 時郎の仲間 - 唐渡亮
- サキの母 - 斉藤由貴（特別出演）

## スタッフ
- 監督 - 深作健太
- 脚本 - 丸山昇一
- 主題歌 - GAM「Thanks!」（作詞・作曲：つんく♂、編曲：西田昌史）
- 挿入歌 - GAM「蜃気楼ロマンス」（作詞・作曲：つんく♂、編曲：橋本由香利）
- アクション監督 - 横山誠
- 撮影 - 小松高志
- 照明 - 渡辺三雄
- 美術 - 山崎秀満
- 音楽 - 安川午朗
- VFXスーパーバイザー - 道木伸隆
- プロダクションマネージャー - 大屋哲男
- テクニカルアドバイザー - 前田哲生
- 製作者 - 山﨑直樹、黒澤満
- 企画 - 松田仁、遠藤茂行、長谷川安弘、薩山茂樹
- プロデューサー - 國松達也、近藤正岳
- 企画協力 - アップフロントグループ
- 製作協力 - セントラル・アーツ
- 製作委員会 - 東映、東映ビデオ、アップフロントエージェンシー（現：アップフロントプロモーション）、ポイントブレイクピクチャーズ、星光堂、ジャパンアミューズメントエージェンシー、チェイスフィルム、テレビ東京、読売広告社、テレビ東京ミュージック、アーティストハウスインベストメント、テレビ大阪

## DVD
- スケバン刑事 コードネーム＝麻宮サキ 通常版 2007年4月21日 販売元：東映 JAN：4988101128501
- スケバン刑事 コードネーム＝麻宮サキ コレクターズエディション 同上 JAN：4988101128518
- 松浦亜弥×美勇伝 YO-YO GIRL MISSION 〜メイキングオブ『スケバン刑事 コードネーム＝麻宮サキ』〜 2006年9月13日 販売元：東映 JAN：4988101126149